# Sundown National Park
Sundown National Park är en park i Australien. Den ligger i delstaten Queensland, omkring 210 kilometer sydväst om delstatshuvudstaden Brisbane. Arean är 126 kvadratkilometer.
Trakten runt Sundown National Park är nära nog obefolkad, med mindre än två invånare per kvadratkilometer.. Det finns inga samhällen i närheten.
I omgivningarna runt Sundown National Park växer huvudsakligen savannskog. Genomsnittlig årsnederbörd är 980 millimeter. Den regnigaste månaden är januari, med i genomsnitt 193 mm nederbörd, och den torraste är augusti, med 33 mm nederbörd.